# 福島正
福島 正（ふくしま ただし、1964年9月29日 - ）は、日本の長距離走選手。現在の登録名は福嶋姓。
自己ベストは1993年の世界選手権で達成された28分29秒29だった。上海市で開かれた1993年東アジア競技大会で、10000メートル競走において、銀メダルを獲得した。 
現在は富士通陸上競技部の監督を務めている。

## 実績
| 年   | 大会                   | 会場                       | 結果 | 補足     |
| ---- | ---------------------- | -------------------------- | ---- | -------- |
| 1993 | 世界陸上競技選手権大会 | ドイツ、シュトゥットガルト | 15th | 10,000 m |

## 参照資料
- 福島正 - ワールドアスレティックスのプロフィール（英語）